# Stuart Tosh
Stuart Tosh (Aberdeen, 26 settembre 1948) è un batterista e cantante scozzese.

## Biografia
Stuart Mcbeath Tosh, anche noto come Stuart Tosh, registrò e fece tour con gruppi musicali di livello come Pilot, The Alan Parsons Project, 10cc, Camel, e Roger Daltrey.